# Constituciones de las Escuelas Pías

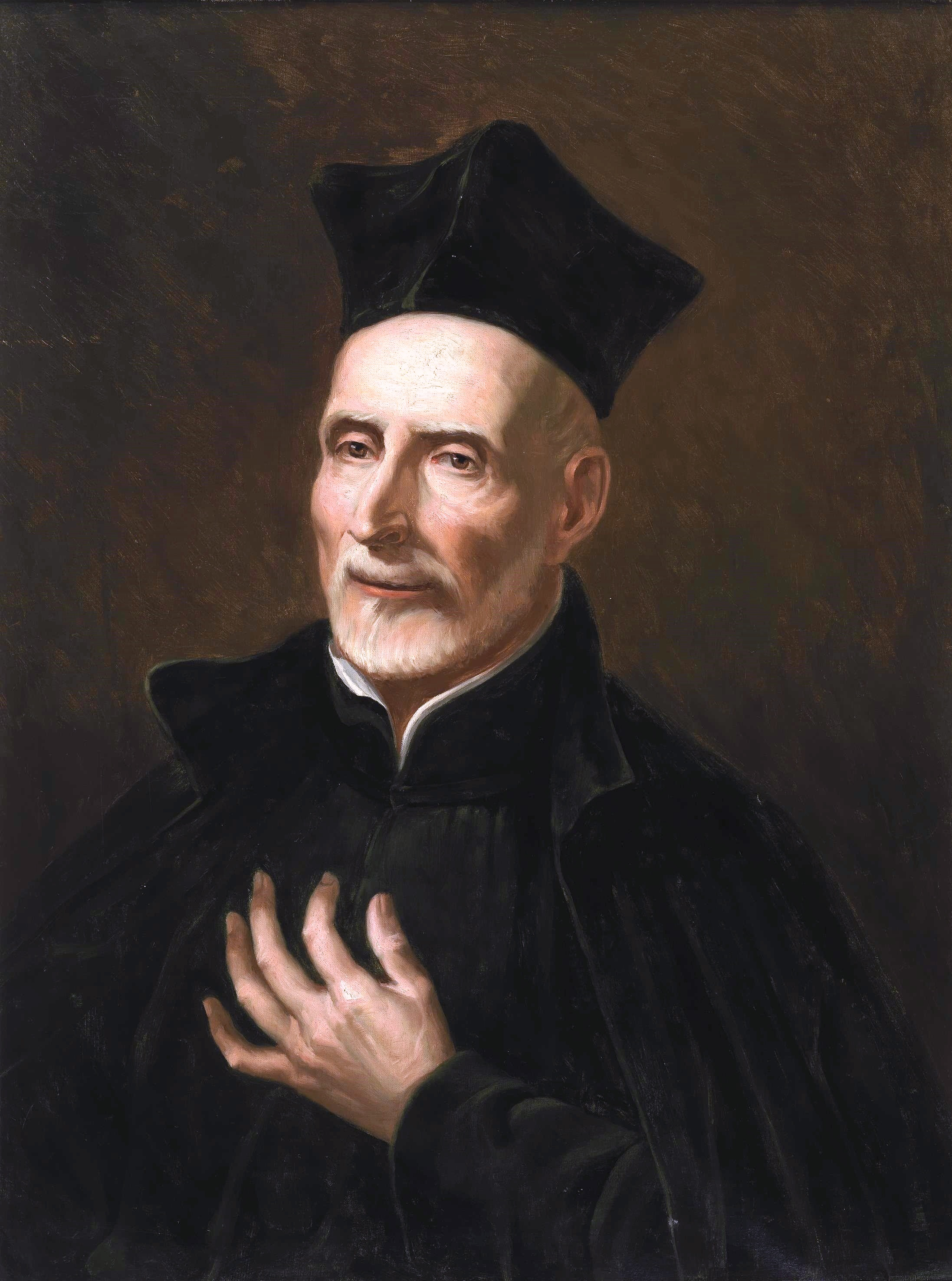
San José de Calasanz (Fundador de las Escuelas Pías.)

Las Constituciones de las Escuelas Pías son las normas que José de Calasanz, redactó en 1622 para organizar la vida de la Orden de los Clérigos Regulares pobres de la Madre de Dios de las Escuelas Pías cuando la fundó en la iglesia de San Pantaleón, en Roma.
Las Constituciones de las Escolapias, fundadas por Paula Montal se basaron en las redactadas por José de Calasanz para los Escolapios.
El Capítulo General de la Orden de las Escuelas Pías, celebrado en Salamanca, España, en julio de 1985, llevó a cabo la acomodación, al nuevo Derecho Canónico, de las Constituciones que habían sido ya aprobadas, una vez transcurrido el tiempo de experiencia, concedido por el motu proprio “Ecclesiae Sanctae”.

## Votos
Las constituciones de las Escuelas Pías recogen además de los habituales votos de pobreza, obediencia y castidad, el voto de enseñanza propio de esta orden.